# Madeleine Barot
Madeleine Barot (* 4. Juli 1909 in Châteauroux; † 28. Dezember 1995 in Paris) war eine bedeutende Persönlichkeit im französischen Protestantismus und in der Ökumenischen Bewegung. Während des Zweiten Weltkriegs rettete sie zahlreichen Juden das Leben.

## Leben
Madeleine Barot wurde in einer Lehrerfamilie geboren. Nach einer höheren Schulausbildung in Clermont-Ferrand und Versailles studierte sie Geschichtswissenschaften an der Sorbonne. Nach Abschluss ihres Geschichtsstudiums studierte sie Archivwesen und Bibliothekswissenschaften. Sie machte ein Praktikum an der Bibliothèque nationale de France und wurde 1935 Archivarin an der École française de Rome, wo sie bis 1940 arbeitete.
Während ihrer Studienzeit war Madeleine Barot Mitglied der Fédération universelle des associations chrétiennes d’étudiants (Allgemeiner Dachverband der Vereinigungen christlicher Studenten). Sie kam von den Pfadfinderinnen und aus der Arbeit unter protestantischen Studierenden. Am 15. August 1940 wurde sie zur Generalsekretärin des Comité inter mouvements auprès des évacués, CIMADE gewählt und trat damit die Nachfolge von Georgette Siegrist an. An der Gründung der Cimade nahm auch Suzanne de Dietrich teil. Die erste Aufgabe der Cimade bestand darin, den durch den Einmarsch deutscher Truppen aus Elsass-Lothringen vertriebenen Menschen Beistand zu leisten und ihnen bei ihrer Umsiedlung in andere französische, insbesondere südwestlich gelegene Regionen behilflich zu sein. Madeleine Barot bekam bei ihrer Arbeit in der Cimade Zutritt zum Camp de Gurs, dem französischen Internierungslager in der Nähe von Pau, in dem vor allem Juden und politisch Verfolgte inhaftiert waren. Sie teilte zusammen mit anderen Helferinnen und Helfern der Cimade das Leben der in Baracken untergebrachten Flüchtlinge, die an Kälte und Hunger litten und ständig in der Angst lebten, an den NS-Staat ausgeliefert zu werden. Innerhalb der Cimade organisierte sie erste Fluchtwege, vermittelte Verstecke und versorgte die verfolgten Menschen mit falschen Papieren. Sie hielt sich auch längere Zeit in Le Chambon-sur-Lignon auf, um den Juden zu helfen, die dort Zuflucht gefunden hatten. Die Bewohner dieses Ortes und seiner Umgebung wurden für ihre mutige Unterstützung von Juden, wobei 3.000 bis 5.000 Menschen vor dem Abtransport in Konzentrationslager gerettet werden konnten, von Yad Vashem als „Gerechte unter den Völkern“ ausgezeichnet. Madeleine Barot bekleidete das Amt der Generalsekretärin der Cimade bis 1956.
Madeleine Barot, der eine „unbezähmbare Energie“ bescheinigt wurde, war auch auf internationaler Ebene tätig. So führte sie im Juli und August 1939 bei der 1. Weltkonferenz christlicher Jugend in Amsterdam den Vorsitz in einer dortigen Kommission. Auf dieser von Willem Adolf Visser ’t Hooft organisierten Weltkonferenz wurde die Notwendigkeit erörtert, den Geist des Widerstands zu fördern.
1953 arbeitete Madeleine Barot im Ökumenischen Rat der Kirchen im Projekt „Der Mann und die Frau in der Kirche und der Gesellschaft“. Hierbei trug sie entscheidend zur Anerkennung der Stellung der Frau in der Kirche bei. Madeleine Barot arbeitete auch an verantwortlicher Stelle bei der Aktion der Christen für die Abschaffung der Folter (ACAT). Und sie übernahm Aufgaben im Protestantischen Bund von Frankreich.
1980 wurde Madeleine Barot von der Nationalen Israelischen Holocaust-Gedenkstätte Yad Vashem für ihren selbstlosen Einsatz für verfolgte Juden während des Dritten Reichs mit dem Ehrentitel „Gerechter unter den Völkern“ ausgezeichnet.
1986 gründete sie zusammen mit der Katholikin Jacqueline Rougé die französische Sektion der Conférence Mondiale des Religions pour la Paix (Weltkonferenz der Religionen für den Frieden).
Madeleine Barot starb am 28. Dezember 1995 in Paris.

## Notizen
1. ↑  The Righteous Among The Nations: Barot, Madeleine. Yad Vashem, abgerufen am 13. Oktober 2019 (englisch).
2. ↑  In Französisch. Das Buch ist nicht in Kapitel geteilt, es gibt kein Inhaltsverzeichnis. Delpard und Mitarbeiter haben 70 Interviews mit Beteiligten an Rettungsaktionen für jüdische Kinder (bzw. diesen selbst) geführt; das Gespräch mit Barot ist übergangslos eingefügt, in direkter Rede mit Frage und Antwort. An konkreter Tat berichtet sie, dass sie mit Mitarbeitern rund hundert Kinder in einer Nacht aus einem Lager in Vénissieux bei Lyon herausgeholt hat, die dort mit ihren Eltern zum Abtransport in die NS-Vernichtungslager vom Vichy-Regime inhaftiert worden waren. Die örtliche Résistance hatte dafür im ganzen Ort die Elektrizität durch Sabotage abgeschaltet und damit den Stacheldraht um das Lager stromfrei gesetzt. Die Kinder wurden mit Taschenlampen unter Zeitdruck aus der schlafenden Menge herausgeholt, den Eltern ihr schriftliches Einverständnis unter fälschlicher Berufung auf den Lyoner Kardinal Gerlier abgenommen. Gleichzeitig arbeiteten die Vichysten fieberhaft an der Reparatur der Stromzufuhr. Abbé Glasberg, siehe französische Wikipedia unter Alexandre Glasberg, nahm an der Aktion persönlich teil. Diese Aktion zur Rettung jüdischer Kinder wird auch erwähnt in Patrick Cabanel: Histoire des Justes en France. Armand Colin, Paris 2012, ISBN 978-2-200-35044-4, S. 22, im Online-Handel lesbar. Auf Grund neuester Forschungen wird von 89 geretteten Kindern ausgegangen, dazu flüchtete eine Anzahl Erwachsener: Valérie Perthuis Portheret, Lyon contre Vichy. Août 1942: le sauvetage de tous les enfants juifs du camp de Vénissieux. Éd. Lyonnaises d’Art et d’Histoire, Lyon 2012, ISBN 2841473007.
3. ↑  Deutsche Fassung des Buches leicht verändert gegenüber dem frz. Original und der engl. Übersetzung

| Personendaten    | Personendaten                           |
| ---------------- | --------------------------------------- |
| NAME             | Barot, Madeleine                        |
| KURZBESCHREIBUNG | französische ökumenische Persönlichkeit |
| GEBURTSDATUM     | 4. Juli 1909                            |
| GEBURTSORT       | Châteauroux                             |
| STERBEDATUM      | 28. Dezember 1995                       |
| STERBEORT        | Paris                                   |